# Antepione rhombadaria
Antepione rhombadaria är en fjärilsart som beskrevs av Charles Oberthür 1912. Antepione rhombadaria ingår i släktet Antepione och familjen mätare. Inga underarter finns listade i Catalogue of Life.